# Youngstown Bears
Los Youngstown Bears fueron un equipo de baloncesto que jugó dos temporadas en la National Basketball League (NBL), competición antecesora de la actual NBA, con sede en la ciudad de Youngstown (Ohio). Fue fundado en 1945. 

## NBL
Los Youngstown Bears se hicieron cargo de los Pittsburgh Raiders, equipo que disputó la temporada 1944-45 de la NBL. En su primera campaña, la 1945-46, los Bears finalizaron en el tercer lugar de la División Este con un balance de 13 victorias y 20 derrotas. En su plantilla contaban con Press Maravich, padre de la estrella Pete Maravich. 
En la siguiente y última temporada de la franquicia, los Bears ocuparon la última plaza de la división con un récord de 12 victorias y 32 derrotas. La única nota positiva del equipo fue su estrella Frank Baumholtz, que fue incluido en el segundo mejor quinteto de la liga. Al término de la temporada, los Bears fueron vendidos a la Dow Chemical Company de Míchigan, que formó los Midland Dow ACs.

### Trayectoria
Nota: G: Partidos ganados P:Partidos perdidos 
| Temporada | Liga | G  | P  | %    | Posición | División      | Play-offs       |
| --------- | ---- | -- | -- | ---- | -------- | ------------- | --------------- |
| 1945-46   | NBL  | 13 | 20 | .394 | 3º       | División Este | No se clasificó |
| 1946-47   | NBL  | 12 | 32 | .273 | 6º       | División Este | No se clasificó |